# Gradovrh
Gradovrh è una località della Bosnia ed Erzegovina. Sorge su una collina boscosa sul fiume Solina, nel territorio di comunale di Tuzla.
Una comunità di francescani, espulsa nel 1538 dai musulmani dal loro convento di Zvornik, vi si stabilì ed eresse un convento in cui era conservata una venerata immagine della Vergine. Dell'edificio sacro nel 1742 non restavano che poche tracce.